# Fondón
Fondón est une commune de la province d'Almería, Andalousie, en Espagne.

## Géographie

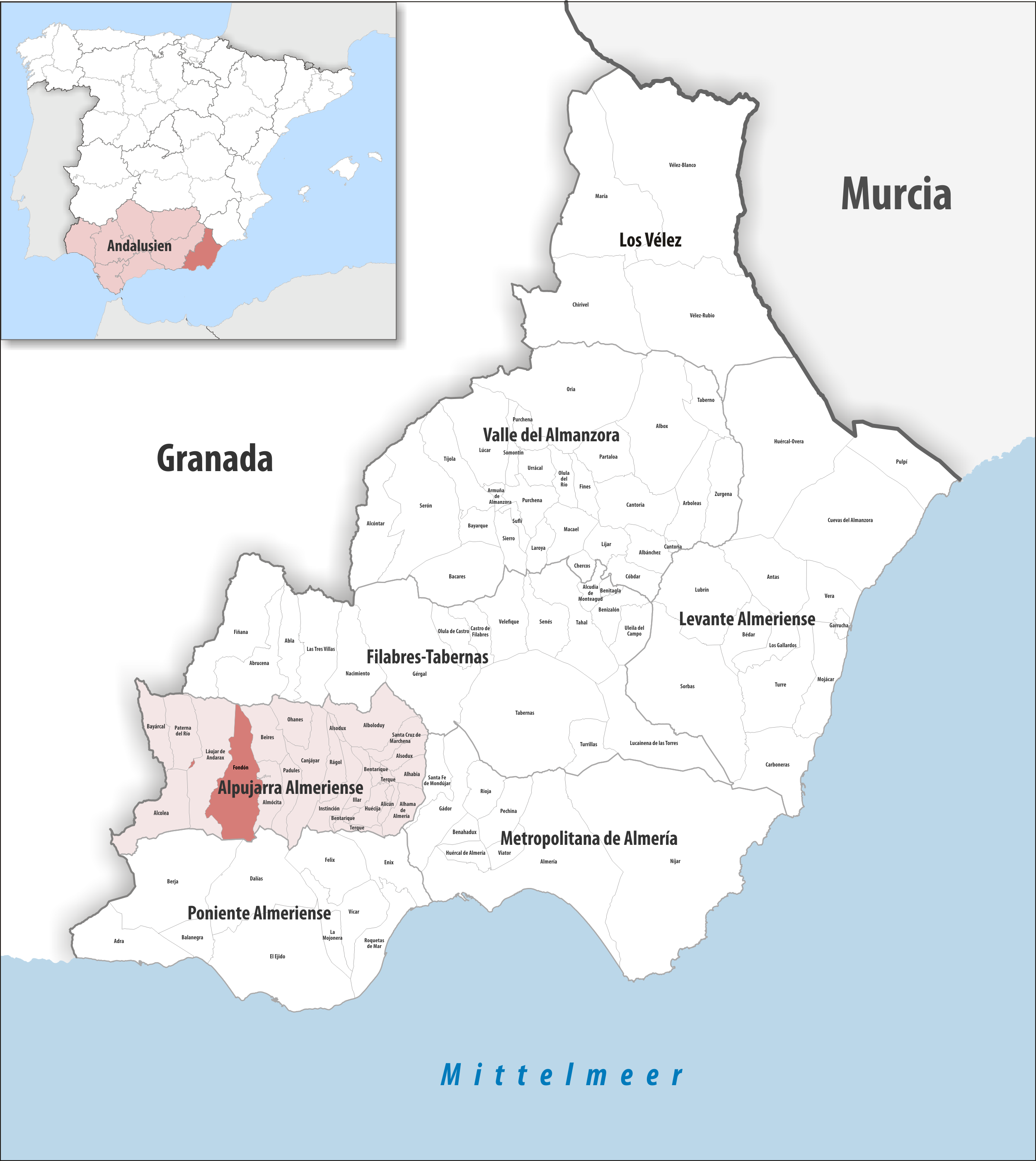
Fondón dans la comarque Alpujarra almeriense, province d'Almería / en Andalousie

### Localisation
La commune de Fondón se trouve au sud-sud-est de l'Espagne, dans le sud de la province d'Almería et vers le centre-ouest de la comarque Alpujarra almeriense dont elle touche les limites nord et sud.
Almería est à 60 km est-sud-est ;
Madrid à 516 km nord ;
Malaga à 181 km ouest ;
Gibraltar à 328 km ouest-sud-ouest (distances par route).
Fondón fait partie de l'Alpujarra, petite région entre la sierra Nevada au nord et la mer Méditerranée au sud, limitée à l'ouest par la sierra de Lujar (es) et à l'est par la sierra de Gádor.

### Communes limitrophes
La commune a aussi un petit territoire détaché de son territoire principal ; il se trouve entre Láujar de Andarax et Paterna del Río.

### Hydrographie
L'Andarax traverse Fondón d'ouest en est.

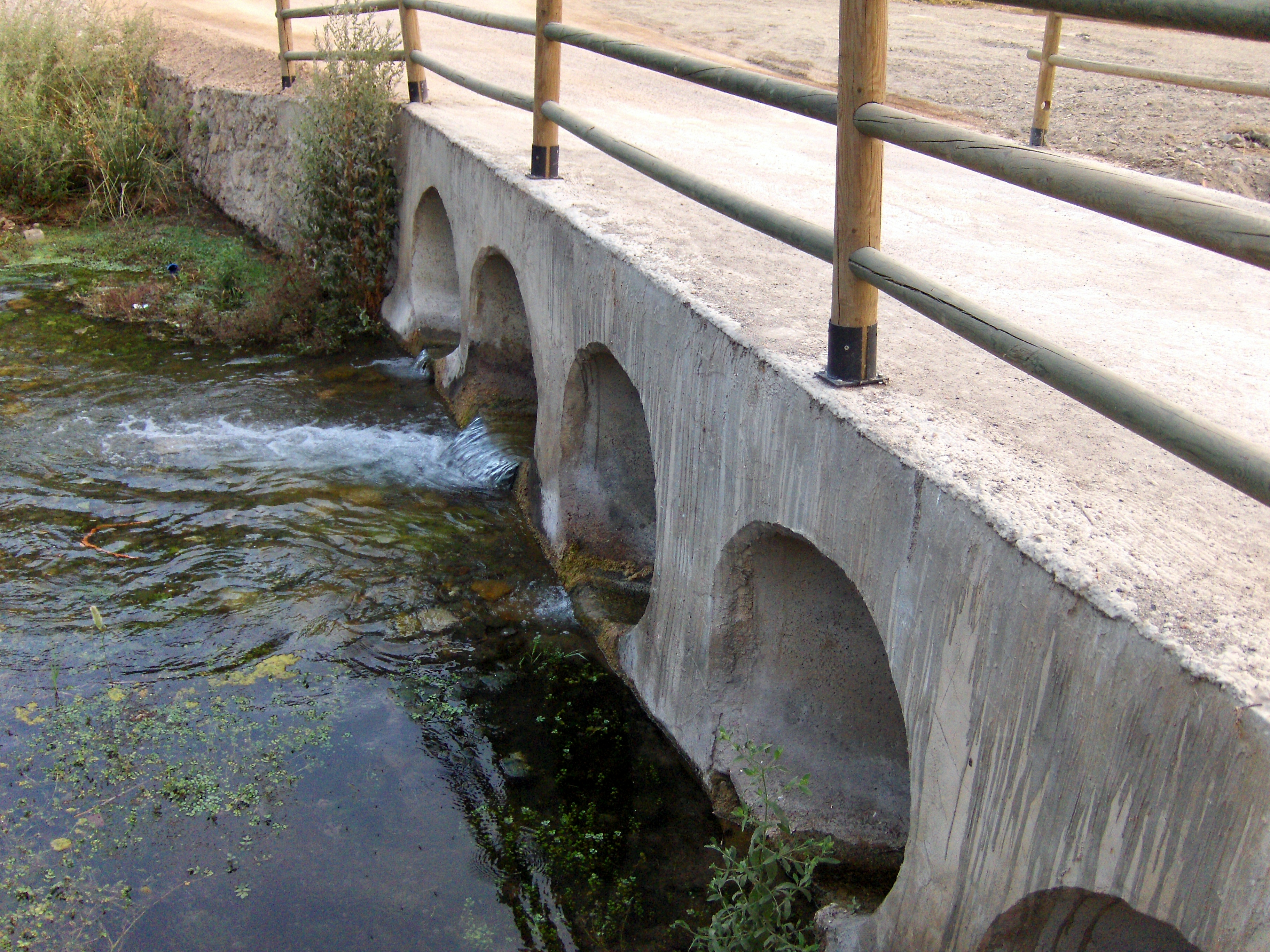
L'Andarax à Fondón

## Administration
| Période                                  | Période | Identité | Étiquette | Qualité |
| ---------------------------------------- | ------- | -------- | --------- | ------- |
| N/A                                      | N/A     | N/A      | N/A       | Maire   |
| Les données manquantes sont à compléter. |         |          |           |         |

## Économie
Vin de pays Laujar-Alpujarra

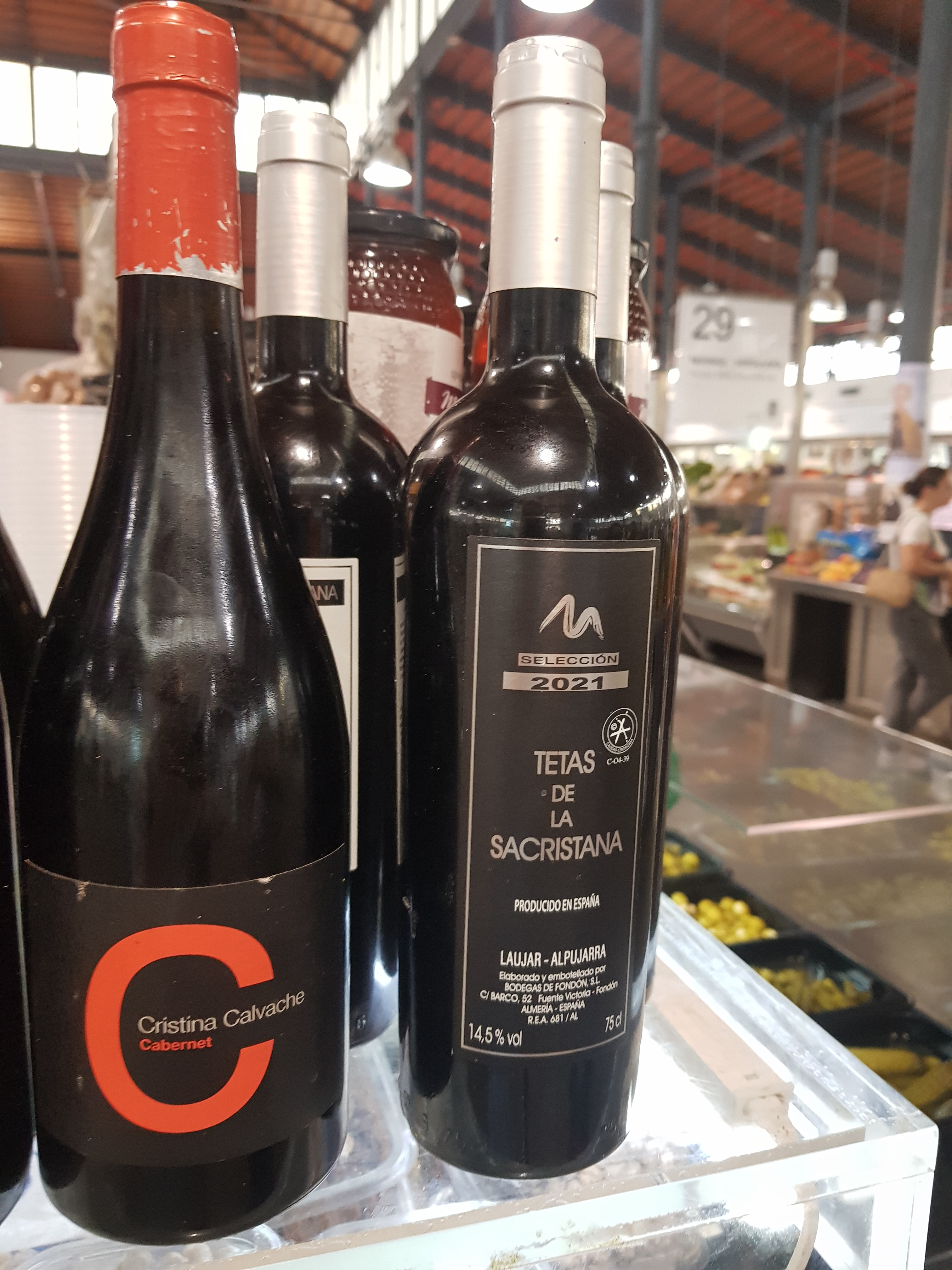
Deux vins de pays locaux : à droite, à gauche

La commune fait partie de la zone couverte par l'appellation « vin de pays » (es) (Vino de la Tierra) Laujar-Alpujarra (es),
une indication géographique réglementée en 2004. Seules trois communes en font partie : Alcolea, Fondón et Laujar de Andarax.
Dans la photo ci-contre, la bouteille à droite est un Laujar-Alpujarra (es) élevé à Fondón dans les caves Tetas de la Sacristana. La bouteille à gauche, "Cristina Calvache", est un vin de pays (es) Ribera del Andarax (es) élevé sur Alboloduy.